# School for hakımāt
School for hakımāt var en medicinsk skola för kvinnor i Abu Zaabal i Egypten, som grundades 1832. 
Skolan grundades av den franska läkaren Antoine-Barthelemy Clot (Bey) på order av Muhammad Ali, som 1827 hade grundat en motsvarande skola för män. Muhammad Ali önskade vaccinera befolkningen, men de manliga läkare som utbildades vid den manliga skolan kunde inte röra vid kvinnor och alltså inte vaccinera dem. Könssegregationen gjorde det alltså nödvändigt att utbilda kvinnliga medicinare (hakımāt) som kunde ta sig in i haremen och sköta om kvinnor. Därför grundades en medicinsk skola för kvinnor. 
Könsegregationen gjorde det dock även omöjligt för kvinnor att gå i skolan. Antoine-Barthelemy Clot (Bey) köpte därför 24 sudanesiska och etiopiska flickor på slavmarknaden, frigav dem och utbildade dem som elever i sin skola. När de var utbildade, kunde de vaccinera och utföra andra medicinska tjänster på kvinnor i haremen. De gjorde succé, och gjorde därför att skolan blev accepterad. Därefter blev muslimska egyptiska flickor studenter i skolan. Till 1840 var franska lärare ledare för skolan. 
Skolan erbjöd en medicinsk kurs på sex år. Eleverna blev varken läkare, sköterskor eller barnmorskor enligt europeisk definition, men fick lära sig ett antal medicinska tjänster som gjorde att de skulle kunna ge vård till muslimska kvinnor i haremen: de lärde sig arabiska, vaccinera mot smittkoppor, barnmorskekunskap, behandla och rapportera syfilis, utföra återlåtning, registrera födelse och död, och undersöka kvinnliga lik. Vid examen  emottog de militär grad och blev bortgifta med militärer, då deras vårduppgift sågs som en del av statlig militärtjänst. Skolan övergick gradvis till att definieras som en barnmorskeskola. 
Skolan spelade en unik pionjärroll i utbildningshistorien för kvinnor i det muslimska Egypten: den första egentliga skolan för flickor i Egypten grundades av missionärer 1853, och den första statliga var Suyufiyya flickskola 1873. 